# Perasia dyndyma
Perasia dyndyma är en fjärilsart som beskrevs av Stoll. Perasia dyndyma ingår i släktet Perasia och familjen nattflyn. Inga underarter finns listade i Catalogue of Life.

## Bildgalleri

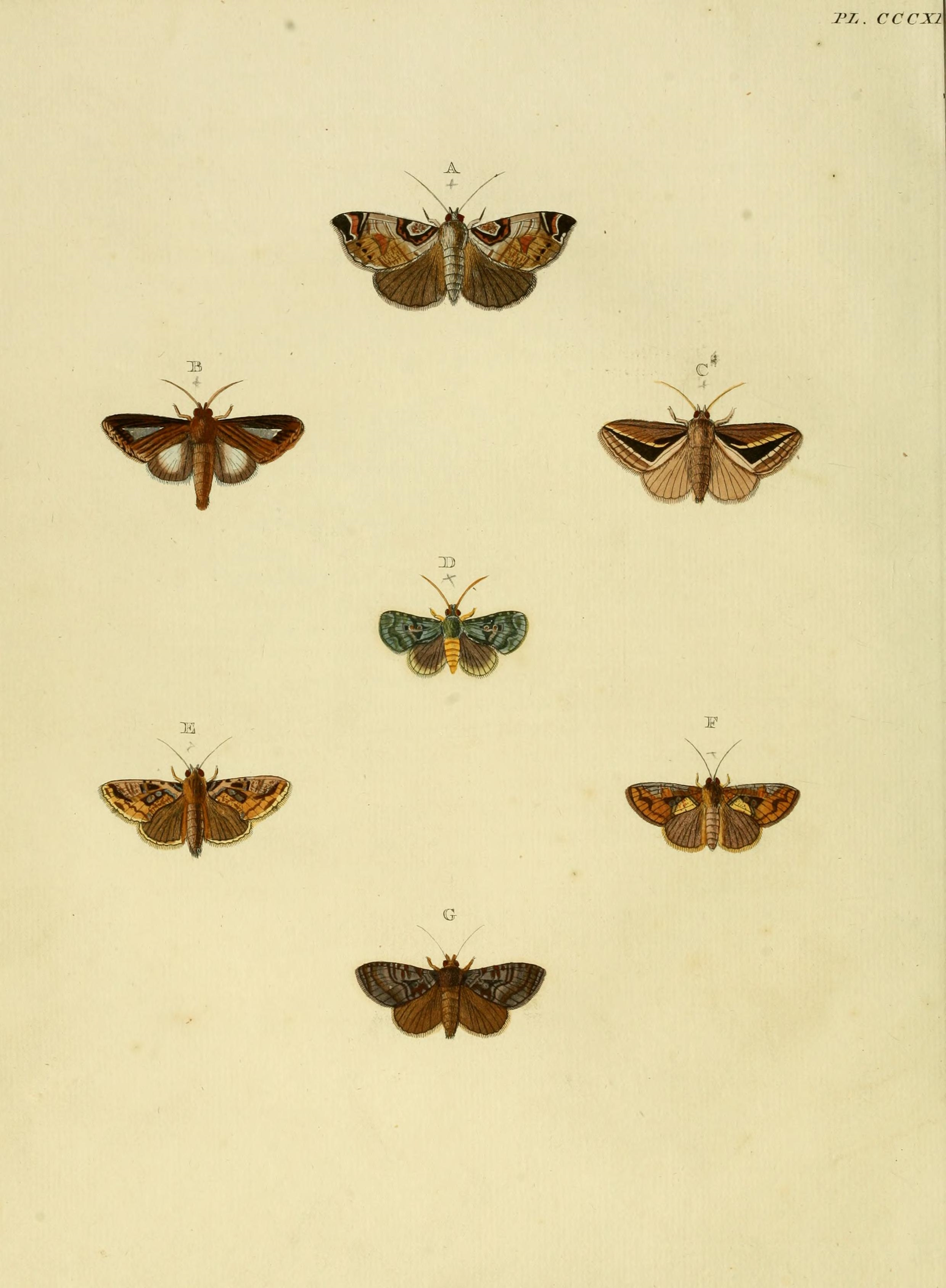